# پرتابه ضدزره با کفشک جدا شونده

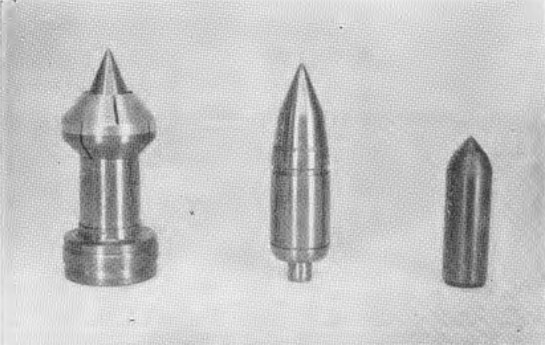
پرتابه ضدزره با کفشک جدا شونده سوئدی ۳۷ میلی‌متری برای اسلحه ضد تانک بوفورز (Bofors) از سال ۱۹۴۹. جسم سمت چپ پرتابه را با کفشک، جسم وسط پرتابه را بدون کفشک و جسم سمت راست، هسته تنگستن پرتابه را نشان می‌دهد.

پرتابه ضدزره با کفشک جدا شونده (انگلیسی: Armour-piercing discarding sabot) (به اختصار APDS) نوعی پرتابه انرژی جنبشی تثبیت شده با چرخش برای جنگ‌افزار ضدزره است. هر پرتابه از یک گلوله زیر کالیبر مجهز به یک کفشک تشکیل شده‌است. ترکیبی از یک پرتابه با کالیبر سبک‌تر با یک بارِ پیشرانه کالیبر کامل، که امکان افزایش سرعت دهانه را در مقایسه با گلوله‌های کالیبر کامل فراهم می‌کند و عملکرد نفوذ در زره را افزایش می‌دهد. گلوله‌های ضدزره با کفشک جدا شونده برای افزایش بیشتر قابلیت‌های نفوذ در زره، معمولاً دارای یک هستهٔ سخت ساخته شده از تنگستن یا مواد سخت و متراکم دیگر هستند.

## ساختار

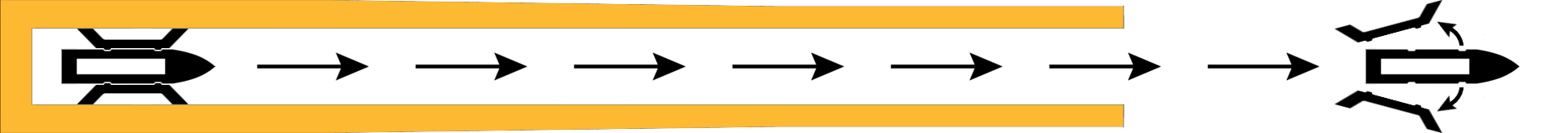
نموداری که عملکرد یک کفشک «دوکی شکل» جداشونده را روی یک پرتابه ضد زره یا کفشک جدا شونده (APDS) را نشان می‌دهد.

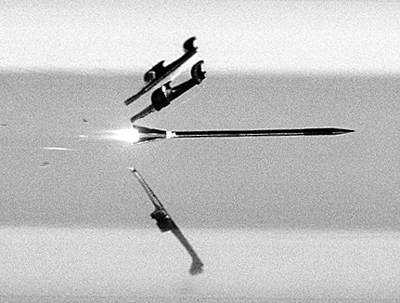
یک پرتابه مدرن نفوذگر میله بلند (LRP) ضد زره با باله تثبیت کننده و کفشک جدا شونده (APFSDS) در حال جداشدن از کفشک دابل-رمپ.